# Borsbeeksepoort

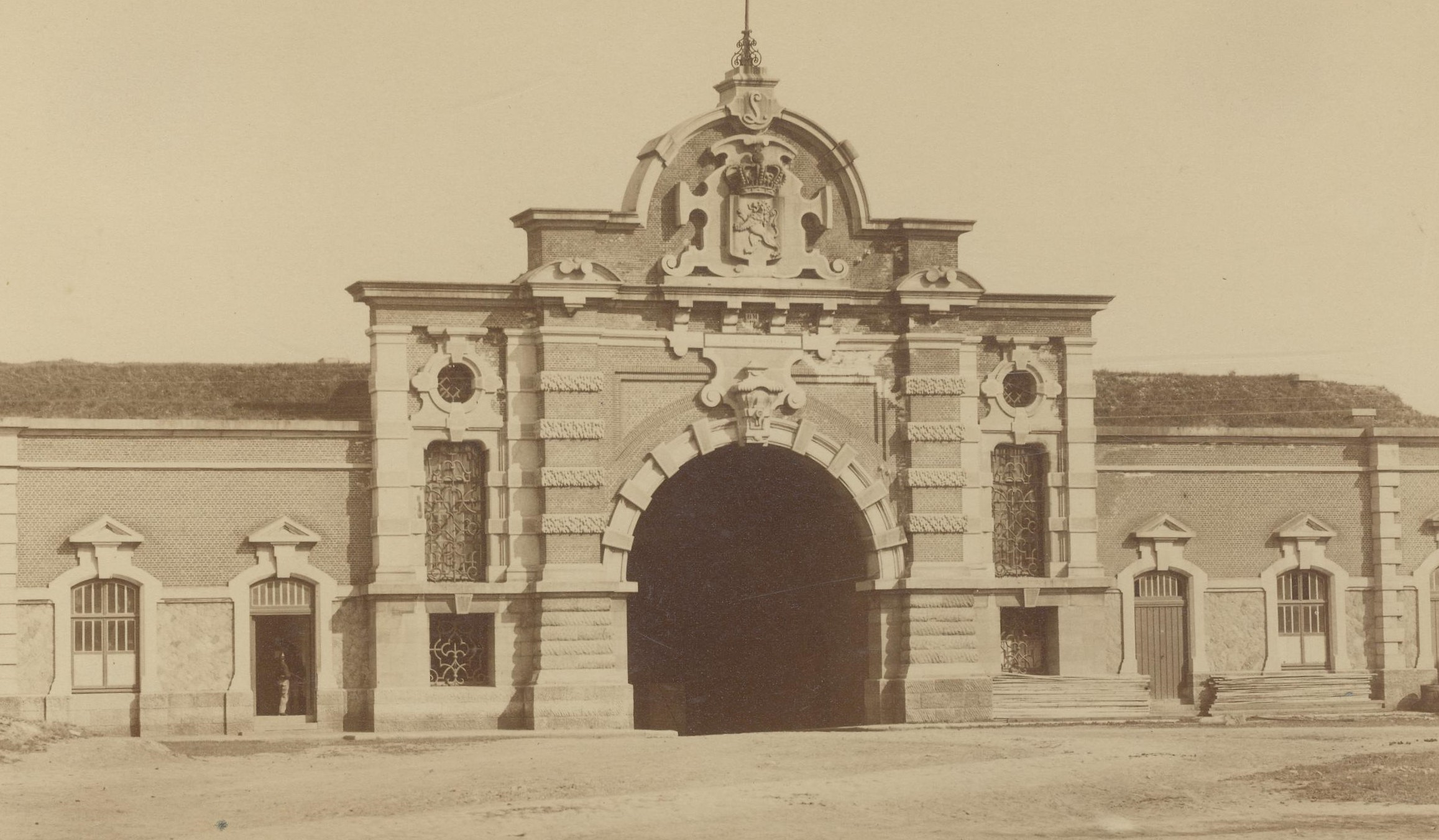
Borsbeeksepoort

De Borsbeeksepoort was een in 1864 door architect Felix Pauwels ontworpen en onder Brialmont gebouwde en in 1970 gesloopte poort in de Stelling van Antwerpen die in Berchem Zurenborg en de Lange Leemstraat (later Guldenvliesstraat genoemd) met de Gitschotellei en de Groenenhoek verbond. Zij vormde in haar neobarokke bouwstijl met de Spoorbaanpoort een tweelingpoort. Tussen beide poorten lag de naar de hoek van de fronten 7 en 8 genoemde batterij en kazerne 7/8 alias kazerne Dupont. Ook het huidige kruispunt van de Borsbeekbrug met de Binnensingel, een onderdeel van de Singel R10, wordt naar deze poort genoemd.
Van noord naar zuid met de klok mee: Oosterweelsepoort · Ekersepoort · Bredapoort · Schijnpoort · Turnhoutsepoort · Herentalsepoort · Leopoldpoort · Louisapoort · Borsbeeksepoort · Spoorbaanpoort · Berchemsepoort · Mechelsepoort · Edegemsepoort · Wilrijksepoort · Sint-Laureinspoort · Kielsepoort · Boomsepoort · Spoorwegpoort · Sint-Bernardsepoort · Sint-Michielspoort · Hobokensepoort